# محمد الهادي الزاهري
محمد الهادي السنوسي الزاهري عالم إسلامي جزائري ولد عام 1320هـ الموافق 1902م، وتوفي عام 1974م.

## مولده ونشأته

###### ولدمحمد الهادي بن علي بن محمد بن السنوسي الزاهريفي6 ربيع الأول1320 هـ/ 13 جوان1902مبقريةليانةبالزاب الشرقي في ولايةبسكرةشرقالجزائر.[1]استهل تعلمه بحفظ القرآن الكريم وتلقى بعض المبادئ في العلوم الدينية واللُغوية عـلى يدي والده، ثم التحـق بدروس الإمامعبد الحميد بن باديسبمدينةقسنطينةفي مطلع العشرينات من القرن الماضي، فلازمه حوالي سبع سنين، فكان لدروسه وتوجيهاته الأثر الطيب في إحداث نقلة كبيرة في حياته، مما هداه إلى المنهج القويم في العقيدة وفي الفكر وفي نظرته للحياة والناس، فساعده ذلك على الخروج مما كان مُنغمسًا فيه من أجواء بيئته الصُوفية. بُعث محمد الهادي إلى القسطنطينة حاضرة العلم اناذاك. وهو في 15 سنة من عمره. فلقد تلقى الكثير من الاعتراضات من أقاربه بسسب صغر سنه، وعدم رغبتهم في الاغتراب. اقتسم في تربيته والده وجده لأمه وأخوه الأكبر. حيث قام أبوه بتعليمه القرآن من صغره، وعلمه حفظ الذكر على طريقته، أما تربيته الذاتية تولاها جده وجدته لأمه.
| محمد الهادي الزاهري | كنت قبل صُحبتي لهذا الأستاذ الإمام ولوعًا بأباطيل الخرافيين من الطرقيين ، راسخ اليقين في الإيمان بطواغيت الدجالين، ولقد أصبحت والحمد لله حُرَّ الضمير والعقيدة والفكر، راسخ اليقين في أن الإسلام هو ما جاء به محمد صلى الله عليه وسلم ، لا التصوُف وما يدّعيه الصوفيون أو المتصوفون. | محمد الهادي الزاهري |

حاول السنوسي أن يسافر إلى مصر طلبًا للمزيد من العلم والمعرفة، فمنعته سلطات الاحتلال الفرنسي من ذلك، فعكف على عملية التحصيل الذاتي ومضى ينهل من معين كنوز الثقافة العربية الإسلامية، فكان من ذلك ما مكنه من توسيع زاده المعرفي.

## نشاطه وأعماله
استهل الهادي السنوسي نشاطه الإصلاحي في مدينة بسكرة في (أوائل العقد الثالث من القرن العشرين) إلى جانب بعض المصلحين الرُواد الذين كان يقود موكبهم الشيخ الطيب العقبي، ثم أصدر ابن باديس جريدتيه: المنتقد، فالشهاب سنة 1925، فأصبح الهادي السنوسي واحدًا من المُحررين بهما، ويقوم إلى جانب ذلك بالتجوال في أرجاء البلاد لفائدتهما، معرفا بأهدافهما، داعيا إلى ما يدعوان إليه من نهضة وتحرر، وإصلاح ووطنية.
ثم إنه من بين المؤسسين لجمعية العلماء المسلمين الجزائريين وأحد أعضائها العاملين، فأوفدته هذه الجمعية في إطار مشروعها الدعوي الإصلاحي إلى فرنسا؛ ليسهم إلى جانب بعض شيوخها في عملية الوعظ والإرشاد والتوجيه والتكوين بين المغتربين.

كان إلى جانب نهوضه بهذا العمل الإصلاحي ينشط في حقل التربية والتعليم، فكان مُدرسًا في عدة مُدن، تأتي الجزائر العاصمة في مُقدمتها، حيث كان مُعلمًا سنة 1928 بمدرسة (الشبيبة الإسلامية الجزائرية) فمديرًا لها، ثم باشر هذه المهمة في الثلاثينات بمدينة تلمسان، ثم بمدينة سيدي بلعباس، وكلتا المدينتين من مدن الغرب الجزائري، وقد استقر بهذه المدينة الأخيرة سنين كان يزاوج فيها بين التعليم في مدرستها، وبين الوعظ والإرشاد في مسجدها، وبها تعرض لبعض الملاحقات من طرف البوليس الفرنسي، وبعض الضغوطات من محيطه، مما اضطرّهُ إلى أن يُوقف نشاطه في هذا الميدان، ويشتغل بعض الوقت بالتجارة ليلتحق في الخمسينات بالعمل في الإذاعة.
كانت ثورة نوفمبر المجيدة قد اندلعت في السنوات الأولى من هذه المرحلة من حياة السنوسي، فانضوى مناضلا - كمعظم الجزائريين - تحت لوائها، ولما استعاد الشعب الجزائري حُريته وسيادته استأنف حينئذ نشاطه التربوي في بعض الثانويات بالجزائر العاصمة، كما ازداد عطاؤه الأدبي في هذه الفترة. طلبه للعلم بعد أن أتم حفظ القرآن .أرسله أبوه لطلب العلم. ولحسن الحظ كان العلامة عبد الحميد بن باديس العلام الأمثل في هذا الدرب. حيث درس عند مدة 7سنوات. من 1918إلى 1925. مما هداه إلى منهج قوي وعقيدة. والفكر ونظرته تجاه العالم والناس، مما جعله يخرج من بيئته الصوفية.عند ازدياد طلبه للعلم تمنى الذهاب إلى مصر لاستكمال علمه عام 1923 ولكن منعه الاحتلال الفرنسي.

## آثاره
ليس للسنوسي ديوان مطبوع يضم شعره، ولا كتاب منشور يشتمل على نثره، ولا يزال معظم ذلك مبثوثاً في أحضان الصحف الوطنية، وفي مجلة (هُنا الجزائر) التي كانت تصدرها دار الإذاعة الفرنسية بالجزائر (1952-1962). وكان يُوقع شِعره في الصحف بإمضاء (شاعر المنتقد)، وهي أول صحيفة أصدرها ابن باديس، وكان السنوسي يتجول في أرجاء الوطن مروجًا لها. كما كانت له مساهمات في تمثيليات إذاعية منها “هجرة الرسول”، “زواج بوران” و”الزواج بالرضا”.
وإذن فليس له من الأعمال المنشورة خارج إطار الصحف، سوى بعض النصوص الشعرية والنثرية في بعض المراجع، أو كتابه الشهير شعراء الجزائر في العصر الحاضر، وقد جمع فيه تراجم لبعض شعراء مرحلة النهضة في الجزائر، وبعض المختارات من شعرهم.

## نماذج من شعره
1. قصيدة بعنوان: «ذكرى زهرة الأيام»:[4] وايضا لديه قصيدة بعنوان

توفي محمد الهادي السنوسي الزاهري في 03 أكتوبر 1974 ودفن بمقبرة «قاريدي» بالقبة.